# Konoe Motohira
Konoe Motohira (近衛 基平) (né en 1246, mort le 24 décembre 1268), fils de Konoe Kanetsune, est un noble de cour japonais (kugyō) du début de l'époque de Kamakura. Il exerce la fonction de régent kampaku de 1267 à 1268. Il a deux fils, Konone Kanenori (近衛 兼教) (1267 - 1336) et Konoe Iemoto. Une de ses filles est l'épouse consort du régent Takatsukasa Kanetada.

## Source de la traduction
- (en) Cet article est partiellement ou en totalité issu de l’article de Wikipédia en anglais intitulé « Konoe Motohira » (voir la liste des auteurs).